# حرف دلتو بزن
حرف دلتو بزن (به انگلیسی: Speak Your Mind) اولین آلبوم استودیویی اثر خواننده انگلیسی آن-ماری است که در تاریخ ۲۷ آوریل ۲۰۱۸ توسط Major Tom's و Asylum Records منتشر شد. آن-ماری انتشار این آلبوم را در ۲۱ فوریه ۲۰۱۸ اعلام کرد و دو روز بعد آن را برای پیش خرید در دسترس قرار داد. این آلبوم پیش از انتشار با شش تک آهنگ و همکاری با مارشملو، کلین بندیت، دیوید گتا و شان پال معرفی شد.

## زمینه
آن ماری در گفتگو با مجله فرهنگ پاپ لهستانی لووپوپ دربارهٔ عنوان این آلبوم گفت: «من احساس می‌کنم این همان کاری است که من در این آلبوم کردم. من به هر حال شخص خجالتی نیستم، خیلی با ذهنم صحبت می‌کنم… من هیچ چیزی را درگیر نمی‌کنم، من با مردم صادق هستم و باز هستم؛ و من فقط احساس کردم این چیزی است که من در این آلبوم دوست داشتم، بنابراین آن حس می‌کند.»

## فهرست ترانه
| نسخه استاندارد | نسخه استاندارد                   | نسخه استاندارد |
| شماره          | نام                              | مدت            |
| -------------- | -------------------------------- | -------------- |
| ۱.             | «گریه کردن»                      | ۳:۳۵/۴:۳۲      |
| ۲.             | «خداحافظ آدیوس»                  | ۳:۱۹           |
| ۳.             | «هشدار»                          | ۳:۲۵           |
| ۴.             | «ماشه»                           | ۳:۱۳           |
| ۵.             | «سپس»                            | ۳:۳۴           |
| ۶.             | «کامل»                           | ۳:۵۳           |
| ۷.             | «دوست» (همراه مارشملو)           | ۳:۲۲           |
| ۸.             | «دوست دختر بد»                   | ۳:۲۶           |
| ۹.             | «سنگین»                          | ۲:۵۲           |
| ۱۰.            | «۲۰۰۲»                           | ۳:۰۶           |
| ۱۱.            | «میتونم شمارهٔ شما رو داشته باشم» | ۳:۲۰           |
| ۱۲.            | «دستگاه»                         | ۴:۰۷           |
| مجموع مدت:     | مجموع مدت:                       | ۴۱:۱۱          |